# Mayakonda, Davanagere
Mayakonda là một làng thuộc tehsil Davanagere, huyện Davanagere, bang Karnataka, Ấn Độ.